# Nagari Koto Kaciak (Bonjol)
Nagari Koto Kaciak is een bestuurslaag in het regentschap Pasaman van de provincie West-Sumatra, Indonesië. Nagari Koto Kaciak telt 6863 inwoners (volkstelling 2010).